# Vseslav de Pólotsk
Vseslav de Pólatsk (o Vseslav Briachislávich) (c. 1039-1101), también conocido como Vseslav el Hechicero o Vseslav el Vidente, fue el gobernante más famoso de Pólatsk y brevemente Gran Príncipe de Kiev en 1068–1069. Junto a Rostislav Vladímirovich y el voivoda Vyshata formó una coalición contra el triunvirato Yaroslávichi. La Catedral de la Santa Sofía de Pólatsk (completada en 1066) es uno de los monumentos más duraderos en tierras de la moderna Bielorrusia y data de su reinado de 57 años.

## Su vida
Vseslav era el hijo de Briachislav Iziaslávich, Príncipe de Pólatsk y Vítebsk, siendo así bisnieto de Vladímir I de Kiev y Rogneda de Pólatsk.  Nació cerca de 1030–1039 en Pólatsk (siendo Basilio su nombre de bautizo) y se casó alrededor de 1060.
Llegó al trono en 1044 luego de la muerte de su padre, y aunque era el jefe de la Dinastía Rúrika de su generación, como su padre no había sido príncipe en Kiev, Vseslav estaba excluido (izgói) de la sucesión principesca. De hecho, como era el único príncipe importante del Rus que no descendía de Yaroslav, él era, de acuerdo a Simon Franklin y Jonathan Shepard, "un intruso adentrado".
Incapaz de asegurar la capital, la cual había sido tomada por los tres hijos de Yaroslav, Vseslav empezó a apoderarse de las áreas septentrionales del Rus de Kiev. En 1065, sitió Pskov, pero fue repelido. En el invierno de 1066-1067, saqueó y quemó Nóvgorod la Grande, removiendo la campana y otros objetos religiosos de la Catedral de la Santa Sabiduría de Dios para llevarlos a decorar su propia catedral de mismo nombre en Pólatsk. Su ataque intentaba cortar la influencia de los hijos de Yaroslav en la región del Dniéper medio hasta Escandinavia, la región báltica, y las zonas más septentrionales, importantes fuentes de hombres, comercios, e ingresos (en pieles, por ejemplo) para los príncipes del Rus en el Dniéper medio. El ataque también obligó al joven Mstislav, en ese entonces entronado en Nóvgorod, huir hasta su padre, Iziaslav, en Kiev, y por lo tanto una afronta para el Gran Príncipe kievita. Los Yaroslávichi unieron fuerzas y marcharon al norte, saqueando Minsk (en ese entonces bajo el control de Pólatsk) y derrotando a Vseslav en la batalla en el río Nemiga el 3 de marzo de 1067. Vseslav escapó pero fue capturado a traición durante las conversaciones de paz en junio, cuando Iziaslav violó su juramento. Fue entonces aprisionado en Kiev.

## Como Gran Príncipe de Kiev
Durante la Revuelta de Kiev de 1068, provocada por la derrota a manos de los cumanos en el río Alta y la negativa de Iziaslav de armar a la veche para que sus miembros pudiesen enfrentarse a los nómadas de nuevo, la multitud liberó a Vseslav de su prisión, y lo proclamó príncipe de Kiev, obligando a Iziaslav huir a Polonia. Al retornar con una armada siete meses después, Iziaslav retomó su trono, y Vseslav volvió a Pólatsk. Luego de varios años de intensas luchas con Iziaslav de Kiev, finalmente se aseguró Pólatsk en 1071. Durante los últimos 30 años de su reinado, sus principales enemigos fueron Vsévolod Yaroslávich y su hijo Vladímir Monómaco.
Vseslav murió el 24 de abril de 1101, el miércoles antes de Viernes Santo, de acuerdo con la crónica de Néstor.  Fue enterrado en la Catedral de Santa Sofía en Pólatsk.

## Familia
Vseslav tuvo seis hijos: 
1. Román (?-1114/1116), Príncipe de ? (probablemente de Drutsk). Román murió en Riazán o Múrom. Su viuda se convirtió en monja y vivió en la Catedral de Santa Sofía en Pólatsk, donde se dedicó a la caridad.
2. Gleb Vseslávich, Príncipe de Minsk;
3. Rógvolod (Borís), Príncipe de Drutsk;
4. Davíd, Príncipe de Pólatsk,
5. Sviatoslav, Príncipe de Vítebsk;
6. Rostislav (?-?). Posiblemente fue príncipe de Lukoml y luego en 1129 fue enviado por Vladímir II Monómaco a Bizancio con el resto de los Vseslávichi. Su esposa y descendientes son inciertos.

- Hay varias discusiones sobre si Vseslav tuvo seis hijos o siete. Algunos historiadores (L.Aleksev y V.Tatíschev) creen que Borís es el nombre de bautizo de Rógvolod, siendo los dos la misma persona.

San Eufrosina de Pólatsk aparece a veces como su hija, aunque se da como su fecha de nacimiento 1120, dos décadas luego de la muerte de Vseslav, por lo que no pudo ser su hija; otras fuentes, sin embargo, dicen que es hija de Sviatoslav Vseslávich, siendo así nieta de Vseslav. Ella fundó varios monasterios en Pólatsk y sus alrededores y es considerada uno de los santos patrones de Bielorrusia.

## Vseslav en literatura y leyenda

### Vseslav en crónicas
Vseslav tenía una gran reputación por su hechicería.  La Crónica de Néstor afirma que fue concebido por hechicería y que nació con un saco amniótico (los restos de la placenta) en la cabeza; a lo que los hechiceros le dijeron a su madre que debería estar sujeta a su cabeza por el resto de su vida como símbolo de buena suerte.  En el moderno bielorruso es conocido como Usiasłaŭ el Hechicero; en ruso es Vseslav Charodéi o Vseslav Veschi, Vseslav el Hechicero o Vseslav el Vidente. 

### Vseslav en el "Cantar de las huestes de Ígor"

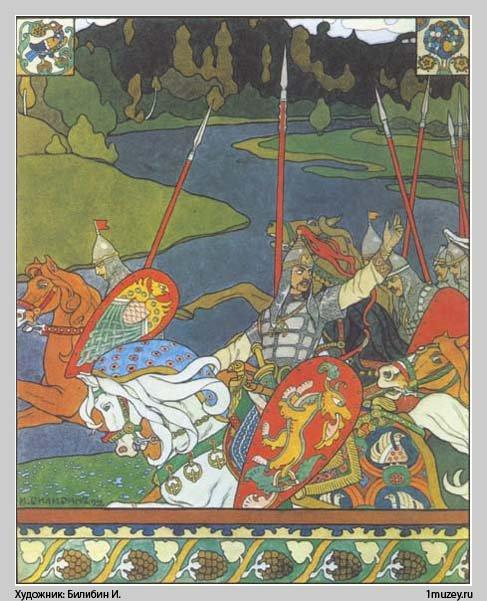
Volga Sviatoslávich, alias Volj Vseslávich, el bogatyr basado en Vseslav de Pólatsk; dibujo del artista ruso Iván Bilibin.

Vseslav también aparece en el poema épico del siglo XII Cantar de las huestes de Ígor, donde, como en muchos bylinas o cuentos folclóricos, es descrito como un hombre lobo. En El cantar de Ígor, su derrota en la Batalla en el río Nemíga se muestra para ilustrar que las guerras entre príncipes debilitaban las tierras rusas. Vseslav también dice ser capaz de escuchar las campanas de la iglesia (robadas de Nóvgorod) de su catedral en Pólatsk todo el trayecto hacia Kiev.

### Volj Vseslávich/Volga Sviatoslávich y Vseslav de Pólatsk
Vseslav también puede ser la base para el bogatyr Volj Vseslávich o Volga Sviatoslávich, quien se encuentra en un ciclo de bylini. Los voljvý eran sacerdotes de la religión eslava precristiana y se creía que tenían poderes mágicos. Este hecho puede estar conectado a la supuesta magia de y su aspecto lupino. En el cristianismo ruteno se dice que Volj era hijo de una serpiente y la Princesa Marfa Vseslavna y se podía transformar en lobo u otros animales. Los voljvý de Nóvgorod eran conocidos por desafiar al bien establecido cristianismo en Kiev en el siglo XI, lo cual aseguró la victoria de Vseslav cuando Mstislav Iziaslávich huyó a Kiev. No mucho después los mismos voljvý llamaron a una revuelta contra Gleb Sviatoslávich. Volj aparece en varios dibujos del artista ruso Iván Bilibin, quien fue fuertemente influido por el folclore ruso.